# Robbie and the Redskins
Robbie and the Redskins è un cortometraggio muto del 1911 diretto da Sidney Olcott.

## Produzione
Il film fu prodotto dalla Kalem Company.

## Distribuzione
Distribuito dalla General Film Company, il film - un cortometraggio western di una bobina - uscì nelle sale cinematografiche statunitensi il 20 gennaio 1911.